# Gustav Machatý
Gustav Machatý (9 de maio de 1901 – 13 de dezembro de 1963) foi um diretor de cinema, roteirista e ator tcheco. Ele dirigiu 17 filmes, entre 1919 e 1955, incluindo Ecstasy (1933). Também foi roteirista de 10 filmes, entre 1920 e 1955.
Ele nasceu em Praga e morreu em Munique, Alemanha Ocidental, para onde emigrou depois da Segunda Guerra Mundial e trabalhou como professor em uma escola de cinema.

## Filmografia como diretor
- Teddy by kouril (1919)
- Kreutzerova sonáta (Kreutzer Sonata, 1927)
- Svejk v civilu (1927)
- Schwejk in Zivil (1928)
- Erotikon (1929)
- Ze soboty na nedeli (1931)
- Naceradec, král kibicu (1931)
- Ecstasy (1933)
- Nocturno (1934)
- Ballerine (1936)
- The Good Earth (1937) não creditado
- Madame X (1937) não creditado
- Conquest (1937) não creditado
- Born Reckless (1937) não creditado
- The Wrong Way Out (1938)
- Within the Law (1939)
- Jealousy (1945)
- Suchkind 312 (1955)